# Jaap Stam
Jackob »Jaap« Stam, nizozemski nogometaš in trener, * 17. julij 1972, Kampen, Nizozemska.
Stam je za nizozemsko nogometno reprezentanco odigral 67 tekem in dosegel 3 gole.